# Nel Siertsema-Smid
Pieternella Trientje (Nel) Siertsema-Smid (Veendam, 5 september 1928 – Groningen, 9 maart 2014) was een Nederlands politicus van de VVD.
Toen ze twee was verhuisde het gezin Smid naar de stad Groningen waar ze opgroeide en later ook gestudeerd heeft. Eind 1973 kwam ze tussentijds in de gemeenteraad van Groningen toen een andere VVD'er vanwege gezondheidsredenen opstapte. Ze zou daar bijna 15 jaar gemeenteraadslid blijven waarvan ook enige tijd als fractievoorzitter. Begin 1987 werd ze daarnaast lid van de Provinciale Staten van Groningen. In mei 1988 werd Siertsema-Smid benoemd tot waarnemend burgemeester van Leens wat ze zou blijven tot de gemeente op 1 januari 1990 opging in de nieuwe gemeente De Marne. Siertsema-Smid overleed begin 2014 op 85-jarige leeftijd.